# Willisornis
Willisornis är ett litet fågelsläkte i familjen myrfåglar inom ordningen tättingar. Släktet omfattar endast två till tre arter som förekommer i Amazonområdet i Sydamerika:
- Fjällryggig myrfågel (W. poecilinotus)
- Xingumyrfågel (W. vidua)
  - "Tapajósmyrfågel" (W. [v.] nigrigula) – urskiljs som egen art av BirdLife International